# Christophe Bestgen
Christophe Bestgen (ur. 18 kwietnia 1988) – luksemburski lekkoatleta, specjalizujący się w biegu na 800 metrów.
W 2009 zdobył brązowy medal igrzysk małych państw Europy w biegu na 800 metrów. Podczas mistrzostw Europy w 2010 odpadł w eliminacjach biegu na 800 metrów. Reprezentant Luksemburga w pucharze Europy i drużynowych mistrzostwach Europy.

## Osiągnięcia
| Rok  | Impreza                                | Miejsce    | Konkurencja      | Lokata            | Wynik   |
| ---- | -------------------------------------- | ---------- | ---------------- | ----------------- | ------- |
| 2005 | Mistrzostwa świata juniorów młodszych  | Marrakesz  | bieg na 800 m    | el. – 38. miejsce | 1:57.43 |
| 2006 | II liga Pucharu Europy                 | Nowy Sad   | sztafeta 4x400 m | 6. miejsce        | 3:15.84 |
| 2007 | II liga Pucharu Europy                 | Zenica     | bieg na 800 m    | 2. miejsce        | 1:54.35 |
| 2007 | Mistrzostwa Europy juniorów            | Hengelo    | bieg na 800 m    | el. – 17. miejsce | 1:53.49 |
| 2009 | Igrzyska małych państw Europy          | Nikozja    | bieg na 800 m    | 3. miejsce        | 1:53.64 |
| 2010 | III liga drużynowych mistrzostw Europy | Marsa      | bieg na 800 m    | 2. miejsce        | 1:51.87 |
| 2010 | III liga drużynowych mistrzostw Europy | Marsa      | sztafeta 4x400 m | 4. miejsce        | 3:15.53 |
| 2010 | Mistrzostwa Europy                     | Hiszpania  | bieg na 800 m    | el. – 30. miejsce | 1:52.64 |
| 2013 | Igrzyska małych państw Europy          | Luksemburg | bieg na 800 m    | 3. miejsce        | 1:55.42 |

## Rekordy życiowe
- Bieg na 800 m – 1:49.66 (2010)
- Bieg na 1000 m – 2:22.81 (2009)
- Bieg na 1500 m – 3:58.76 (2006)
- Bieg na 800 m (hala) – 1:51.62 (2009)
- Bieg na 1500 m (hala) – 3:58.27 (2008)